# Tuồng cải lương
Dưới đây tường bày tuồng cải lương đã được chứng nhận trong trường kì lịch sử theo soạn giả và nhan đề.

## Bạch Mai
- Anh hùng náo, hay Sở Vân cứu giá[1]
- Bao Công xử án anh em song sinh
- Chiếc hổ phù[a] (với Hoài Giao)
- Cưới vợ cho vua
- Đãi yến Đoàn Hồng Ngọc
- Giang sơn và mỹ nhân
- Hoa bướm ngày xưa
- Hoàng hậu không đầu
- Mạnh Lệ Quân
- Mai trắng se duyên
- Máu nhuộm chiến bào hồng
- Mặt trời đêm thế kỷ
- Nàng út trong ống tre
- Ngọc kỳ lân
- Ngũ biến báo phu cừu
- Ngũ Tiểu Thanh
- Phùng Bửu Sơn – Ngọc Quế Trang (với Đào Việt Anh)
- San hà xã tắc, hay Trảm Triệu Khải
- Thập tứ nữ anh hào
- Tiết Nhơn Quý
- Tiết Đinh San đại phá Tỳ Bàn San
- Tứ tuấn đăng khoa, hay Tứ tử đăng khoa
- Triệu Khuông Dẫn[b]
- Trưng nữ vương
- Vụ án Vương Ngọc Tuyền
- Xử án Phi Giao

## Bùi Hữu Dược
- Ni sư Hương Tràng

## Đào Việt Anh
- Đắc Kỷ – Trụ Vương (với Thanh Tòng)
- Gánh cỏ trạng nguyên (với Tư Chơi)
- Nàng Châu Long (với Thanh Tòng)
- Truyền thuyết Mỵ Châu – Trọng Thủy[c]

## Đăng Minh
- Bão táp một vương triều[d]
- Duyên chị tình em[e]
- Đồng tiền đẫm máu
- Lâu đài trên cát
- Lệnh truy nã
- Hoàng đế Lê Đại Hành
- Nghề nuôi quan
- Nỗi đau và năm tháng
- Oan hồn
- Sống để yêu thương
- Thần y Lê Hữu Trác
- Tiếng trống thành Đại La
- Tình không biên giới
- Tình sử hai vương triều (với Chu Thơm)
- Tử hình
- Vị ngọt cà na đắng
- Vụ án Mã Ngưu
- Vượt qua tâm bão

## Điền Long(An Dạ Thủy)
- Mèo hoang, tức Cô Lành Cầu Bông

## Điêu Huyền
- Ánh lửa rừng khuya
- Cây sầu riêng trổ bông
- Chim Việt cành Nam
- Lá thắm chỉ hồng
- Khách sạn Hào Hoa (với Trần Hà, Vũ Kim)
- Kiếp chồng chung
- Mười năm gian khổ
- Thiếu nhi thời loạn
- Tiếng hò sông Hậu
- Tìm lại cuộc đời (với Trần Hà, Hoàng Khâm)

## Lam Tuyền
- Một kiếp phong trần

## Lê Hoài Nở(Năm Nở)
- Hội yêu chồng
- Những kẻ vứt đi
- Ông huyện hàm... hàm
- Thử yêu chồng
- Vó ngựa truy phong

## Loan Thảo
- Bao Công tra án Quách Hòe[f]
- Bao Công xử án Trần Thế Mỹ (với Thế Châu)
- Chiêu Quân cống Hồ
- Chuyện tình Lan và Điệp (với Thế Châu)
- Chung Vô Diệm (với Thế Châu)
- Đào Tam Xuân báo phu cừu
- Đường gươm Nguyên Bá (với Hoàng Việt)
- Lương Sơn Bá – Chúc Anh Đài
- Lưu Kim Đính (với Nhị Kiều)
- Lưu Minh Châu (với Thế Châu)
- Hạnh Nguyên cống Hồ, hay Nhị độ mai
- Hoa Mộc Lan[g]
- Khi rừng mới sang thu (với Quy Sắc)
- Ru em vào mộng, hay Hành khất đại hiệp
- Phàn Lê Huê
- Tái sanh duyên, hay Mạnh Lệ Quân
- Tây Thi (với Yên Lang)
- Thần nữ dâng Ngũ Linh Kỳ (với Thế Châu)
- Tiếng hạc trong trăng (với Yên Ba)
- Tiêu Anh Phụng[h]
- Tiếu ngạo giang hồ
- Tô Đắc Kỷ
- Trăng lên đỉnh núi
- Trầu cau
- Trúng độc đắc

## Lương Nhứt Nương
- Đêm hội Long Trì
- Đường gươm dũng tướng
- Sắc màu tình yêu

## Hà Triều–Hoa Phượng
- Anh hùng xạ điêu
- Chuyến xe hôn lễ (Hoa Phượng, Yên Ba)
- Con gái chị Hằng
- Đợi anh mùa lá rụng
- Hòn đảo Thần Vệ Nữ[i][2] (Hoa Phượng)
- Nửa đời hương phấn
- Chiều đông gió lạnh về (Hà Triều)
- Khói sóng Tiêu Tương (với Nhị Kiều)
- Mưa rừng
- Người cha tội lỗi
- Se cát biển Đông (Hoa Phượng, Tường Lâm)
- Sương khuya lạnh lùng (Hà Triều, Viễn Châu)
- Tấm lòng của biển
- Tần nương thất, hay Nỗi buồn con gái
- Thái hậu Dương Vân Nga[j] (Hoa Phượng, Chi Lăng, Hoàng Việt, Thể Hà Vân)
- Tuyệt tình ca, hay Ông cò quận 9 (Hoa Phượng, Ngọc Điệp)

## Hoài Ngọc
- Phận trẻ lạc loài

## Hoàng Anh Chi
- Nhụy Kiều tướng quân

## Hoàng Khâm
- Bông hồng cài áo
- Bữa tiệc đầu người
- Con đường hạnh phúc
- Cô giáo Hiền
- Đứa con bất hạnh
- Giai nhân vườn hoa trắng
- Hắc y nữ hiệp
- Lấy chồng xứ lạ
- Lỡ bước sang ngang (với Thu An)
- Một trang tình sử
- Nàng là hoàng hậu
- Người chồng triệu phú
- Người đẹp Bạch Hoa thôn
- Người đẹp chiêu phu
- Nhạc suối hương rừng
- Nữ chúa về đêm
- Thảm kịch tuổi xanh
- Tìm lại tình thương
- Xanh xít đít đuôi, hay Vàng sáu bạc mười[k]

## Hoàng Song Việt
- Bến xưa
- Chiếc áo thiên nga
- Chiến binh (với Chu Lai)
- Dòng xoáy (với Bích Ngân)
- Kim Vân Kiều (với Hoa Hạ)
- Giấc mộng không tên
- Hoàng đế Quang Trung
- Sám hối
- Vương quyền (với Bích Ngân)

## Huỳnh Thủ Trung(Tư Chơi)
- Em muốn tự do
- Lỡ tay trót đã nhúng chàm
- Hai mặt còn trơ
- Khúc oan vô lượng
- Tiếng nhạn kêu sương
- Tôi xin chừa

## Kinh Luân
- Lấp sông Gianh

## Minh Tơ
- Võ Tòng sát tẩu
- Xử án Bàng quý phi (với Thanh Tòng)

## Mộng Vân
- Ái tình và huyết nhục
- Ái tình và nghĩa vụ
- Bác sĩ Thần Phương
- Ba ngọn đèn xanh
- Bên chiến lũy
- Bích Liên vương nữ
- Bên kia thành
- Cành hoa trước gió
- Cành vàng trong lửa đỏ
- Chuỗi hận ngày xuân
- Cõi lòng tan nát
- Cõi lòng thiếu phụ
- Cô gái Quảng Trị
- Đất nước lâm nguy
- Đêm tơ vương
- Đề Thám
- Độc Long lão hiệp
- Đôi Bạch Loan I-II
- Đội quân tình nguyện
- Giọt máu công nhân
- Giọt máu sông Hằng
- Gương quốc sĩ
- Hiệp khách xa trường
- Hội nghị nhị cường
- Hồng Châu nữ hiệp
- Long hình quái khách[l]
- Lửa thù
- Lưỡi bén hơn gươm
- Lưỡng long đại hiệp
- Lữ Thành Đồng
- Hỏa Sơn thần nữ (với Yên Lang)
- Huyết chiếu hận thù
- Máu kẻ thù
- Mộ cô Hồng, hay Tình trong suối lệ
- Mối tình tan vỡ, hay Hoàng tử lưng gù
- Ngày về của thương binh
- Ngũ Tử Tư quá quan
- Người cha tội ác
- Nữ thần trong động lửa I-II
- Ông Ba đập đá
- Phạm Lãi – Tây Thi
- Quan Công hiển thánh
- Sự chiến thắng của trái tim
- Tố nữ
- Trái tim không máu I-II
- Tráng sĩ Kinh Kha
- Trên hoang đảo
- Triều Tiên vong quốc sử I-II
- Trong khói lửa
- Tuổi thanh niên trong hai quan niệm
- Xâu chuỗi ngọc I-II-III

## Ngọc Chi
- Vua thánh triều Lê (với Lê Duy Hạnh)

## Ngọc Cung
- Kiều Nguyệt Nga

## Ngọc Điệp
- Gió giao mùa
- Nhạn về xóm liễu (với Yên Hà)

## Ngọc Huyền Thanh
- Hoàng tử mặt nám

## Ngọc Văn
- Bên cầu vọng thê (với Vạn Lý)
- Duyên Bích Câu
- Biên thùy nổi sóng
- Câu thơ yên ngựa[m]
- Đồ Bàn di hận
- Lương Sơn Bá – Chúc Anh Đài (với Vạn Lý)
- Mạnh Lệ Quân kỳ nữ
- Nụ cười sơn cước
- Nước mắt kẻ sang Tần (với Hoài Linh)
- Tàn một kiếp hoa
- Tình không biên giới
- Tình tráng sĩ
- Trăng giải đêm sương
- Xử án Phi Giao

## Nguyễn Phương
- Bên cầu dệt lụa[n]
- Bóng chim tăm cá
- Bọt biển
- Cánh buồm lửa (với Thiếu Linh)
- Chén trà của quỷ
- Chiếc lá giữa dòng
- Chuyện ba trái tim (với Thiếu Linh)
- Chuyện tình và tiền (với Thiếu Linh)
- Chuyện xóm mình (với Thiếu Linh)
- Con gái ma túy (với Thiếu Linh)
- Con trai người ăn mày (với Thiếu Linh)
- Dưới cầu than thở (với Thiếu Linh)
- Đôi mắt người xưa[o]
- Lệnh của bà (với Thiếu Linh)
- Kẻ sợ tình (với Thiếu Linh)
- Nát cánh phù dung (với Thiếu Linh)
- Ngã rẽ tâm tình
- Người dừng chân đêm mưa (với Thiếu Linh)
- Người mặt cháy
- Người thợ rừng (với Thiếu Linh, Lê Khanh, Mộc Linh)
- Người về từ cửa biển (với Thiếu Linh)
- Tiền rừng bạc biển (với Thiếu Linh)
- Tiếng trống Mê Linh
- Tình hận thâm cung (với Thiếu Linh)
- Tình xuân muôn thuở

## Nguyễn Quang Nhã
- Bạch Xà đại náo Kim Linh tự
- Chung Vô Diệm
- Đại phá hồng thủy trận
- Đồ Lư công chúa[p]
- Lăng đèn Hàn Tố Mai
- Hoa Mộc Lan
- Lữ Bố ngộ Điêu Thuyền
- Giải cứu Bạch Trinh Nương
- Lương Ngọc – Hạnh Nguyên
- Lương Sơn Bá – Chúc Anh Đài
- Huyền thoại Bạch Tố Trinh
- Huyền thoại Hằng Nga
- Khuynh thế giai nhân
- Nhị nữ tầm phu
- Phạm Lãi biệt Tây Thi
- Sở Loan Kiều công chúa
- Thanh Xà – Bạch Xà
- Thủ lĩnh Bạch Yến San
- Tình tục duyên tiên
- Tiết Đinh San
- Xa phu đi xứ

## Nguyễn Thành Châu(Năm Châu)
- Anh hùng náo Tam Môn Giai, hay Sở Vân té lầu[1]
- Áo người quân tử[q]
- Bằng hữu binh nhung[r]
- Duyên chị tình em
- Đêm dài vô tận
- Đêm không ngày
- Đóa hoa rừng
- Giá trị và danh dự[s]
- Gió ngược chiều[t]
- Hàm Lệ thái tử[u]
- Hồn chinh phụ
- Huyền châu nữ
- Khi người điên biết yêu (với Trần Hữu Trang, Lê Hoài Nở)
- Miếng thịt người[v]
- Mộc Quế Anh
- Mộng hoàng công chúa
- Mổ tim Tỷ Can
- Ngao Sò Ốc Hến
- Ngọn cờ hiệp sĩ
- Nợ dâu
- Nước biển mưa nguồn
- Phũ phàng
- Sân khấu về khuya
- Tây Thi gái nước Việt
- Thôi Thử thí Tề Quân
- Tiếng nói trái tim
- Tố Hoa Nương
- Tội của ai
- Tơ vương đến thác[w]
- Tuyết băng và bạo lực
- Túy hoa vương nữ[x]
- Tư sinh tử
- Vợ và tình

## Nguyên Thảo
- A Khắc Thiên Kiều, hay Người tình trên chiến trận (với Mộc Linh)
- Bão biển (với Yên Lang)
- Cây uyên ương (với Liên Tâm)
- Chiếc áo màu thiên thanh
- Cuốn theo chiều gió
- Dốc sương mù
- Gái bán bar (với Vân Hà)
- Lời từ tạ cuối cùng
- Kiếp nào có yêu nhau (với Hạnh Trung)
- Mùa xuân ngủ trong đêm (với Vân Hà)
- Người khách lạ, hay Quán liễu cầu khuya
- Người phu khiêng kiệu cưới (với Yên Lang)
- Người tình của Diễm
- Tâm sự loài chim biển (với Yên Lang)
- Thằng điên vùng Bến Hạ (với Yên Lang)
- Tình ngỡ đã phôi phai
- Tình thù rực nắng
- Trăm năm tình lỡ
- Trần Giã – Cẩm Giang
- Xin một lần yêu nhau

## Nhị Kiều
- Bao Công xử án Trần Thế Mỹ (với Hoàng Lan)
- Cánh chim bạt gió (với Thế Châu)
- Cung thương sầu giọt đắng
- Đôi mắt người xưa[y]
- Đường nào lên Thiên Thai (với Hoàng Lan)
- Đường về Vạn Kiếp (với Nguyễn Đạt)
- Gái điếm vợ hiền, hay Đời cô Hạnh
- Gánh hàng hoa
- Giấc mộng đêm xuân[3] (với Phi Hùng)
- Giấc mộng vương phi
- Gió bấc lạnh lùng
- Gió đưa cành liễu
- Gió hú đồi xa
- Giọt lệ tình
- Giọt mưa thu
- Hàn Tín – Lã Hậu (với Nguyễn Liên)
- Hoa cẩm chướng
- Hoa cỏ dại (với Hữu Tài)
- Hoa đồng cỏ nội (với Phương Ngọc)
- Hồng nhan đa truân
- Hương lúa tình quê (với Anh Tuyến)
- Huyền thoại một chuyện tình
- Kim Hồ Điệp (với Anh Tuyến)
- Kiếp phù dung
- Kỷ niệm đêm Giáng Sinh
- Làm dâu trăm họ (với Thế Châu)
- Lâm Sanh – Xuân Nương
- Lâu đài tình ái
- Lỡ chuyến đò thương
- Lỗi tình cố nhân (với Anh Tuyến)
- Lòng người bạc đen
- Lục Vân Tiên (với Thế Châu)
- Mạnh Lệ Quân (với Nguyễn Đạt)
- Mộng bá vương
- Mùa sen trắng nở (với Nguyễn Đạt)
- Mùa thu lá bay[z] (với Thế Châu)
- Một chút vấn vương
- Nắng sớm mưa chiều
- Người khách thương hồ
- Những đứa con lai, hay Kiếp hoa trong thời loạn  (với Thanh Cao)
- Nửa đêm chợt tỉnh
- Qua cầu đắng cay (với Thế Châu)
- Sở Vân[1] (với Thế Châu)
- Từ bỏ chốn giang hồ (với Anh Tuấn)
- Tóc trắng mẹ bay
- Tâm sự cha tôi (với Thế Châu)
- Thạch Phá Thiên (với Nguyễn Đạt)
- Thanh Xà – Bạch Xà
- Trăng nước Lạc Dương thành
- Trăng rụng bến Từ Châu (với Anh Tuyến)
- Vầng trăng bên kia sông
- Vợ tạm chồng hờ (với Thế Châu)
- Vết thương kỷ niệm
- Vị đắng lá sầu đâu
- Yêu người say

## Phi Hùng
- Bông sen trắng
- Cho đời soi gương
- Cửa chùa đẫm máu
- Đường trăng
- Lá chắn biên thùy
- Hẹn mùa chiến thắng
- Huyết thư và án tử
- Hừng đông
- Mùa xuân hai mươi
- Người giữ mộ
- Tiếng hát người yêu
- Thất trảm sớ
- Trăng mười sáu
- Vợ Việt Nam, hay Vòng tay người cũ
- Yêu anh từ độ ấy
- Về đất Kinh Châu (với Nam Sơn)
- Vòng cưới anh trao
- Xuân về trên đỉnh Mã Phi (với Minh Hải)

## Phi Long
- Bao Công cưới vợ
- Chuyện tình ngang trái
- Đời chú Bảy Ninh
- Lá thắm chỉ hồng
- Một mối lương duyên
- Yêu vì tiền, chết vì tình

## Quy Sắc
- Má hồng soi kiếm bạc (với Đức Phú)
- Người vợ không bao giờ cưới (với Kiên Giang)
- Tình cô gái Huế[4]

## Thạch Tuyền
- Trâm hoa mai[aa]

## Thái Thụy Phong
- Con đò Thủ Thiêm (với Kiên Giang)
- Hai chuyến xe hoa[ab]
- Thương nhớ một mình (với Hoàng Thị Nguyệt)

## Thanh Tòng
- Bao Công tra án ngũ thử
- Bích Vân Cung kỳ án, hay Bao Công vô lò gạch
- Mạnh Lệ Quân
- Mã Siêu báo phu thù
- Phạm Lãi – Tây Thi
- Phi Long báo phu cừu, hay Xử án Bàng quý phi
- San hậu[ac]
- Triệu Phi loạn Yên bang

## Thế Châu–Hoàng Dũng
- Áo cưới trước cổng chùa (Thế Châu, Kiên Giang)
- Bên cầu dệt lụa (Thế Châu)
- Chắp cánh chim bằng (Thế Châu, Trần Hà)
- Chuyện tình An Lộc Sơn (Thế Châu)
- Dưới hai màu áo
- Lá sầu riêng
- Men nắng (Hoàng Dũng, Thiếu Linh)
- Sắc hoa màu nhớ
- Tôi làm mẹ
- Trà hoa nữ[ad]
- Vực thẳm chiều cao

## Thiếu Linh–Thành Phát
- Áo gấm khôi nguyên
- Cát Dung Phương Tử[ae] (Thiếu Linh, Thu An)
- Cầu gỗ Hoàng Mai thôn
- Đêm hờn cung lạnh (Thiếu Linh, Thu An)
- Đồ Bàn di hận (Thiếu Linh, Lê Khanh)
- Đường lên xứ Thái (Thiếu Linh, Mộc Linh)
- Hồi trống Vân Lâu
- Nẻo tắt Hoành Sơn
- Núi liễu sông bằng (Thiếu Linh, Mộc Linh)
- Nhan sắc Tần Phi
- Tình tráng sĩ (Thiếu Linh, Mộc Linh)
- Yêu người điên (Thiếu Linh, Thu An)

## Thu An
- Bạch Liên Nương
- Chiều lạnh Tuyết Băng Sơn
- Con cò trắng
- Cô gái sông Đà (với Anh Phượng)
- Cung đàn trên sông lạnh (với Phong Anh)
- Gái rừng ma
- Gánh cỏ sông Hàn
- Lá của rừng xanh
- Nắng chiều trên sông Dịch
- Sài Gòn thác bạc

## Trần Hà
- Bóng hồng sa mạc
- Liễu Chương Đài
- Mái tóc người vợ trẻ
- Mê Linh nữ kiệt
- Nạn con rơi
- Nguyên soái bán vợ (với Yên Ba)
- Người yêu của nữ hoàng
- Nửa mảnh tim
- Nữ chúa một đêm

## Trần Hữu Trang
- Chị chồng tôi
- Đời cô Lựu
- Lan và Điệp
- Lửa đỏ lòng son
- Hậu chiến trường
- Mộng hoa vương
- Tâm hồn nghệ sĩ
- Tìm hạnh phúc
- Tình lụy
- Tô Ánh Nguyệt

## Triệu Trung Kiên
- Yêu là thoát tội (với Lê Chí Trung)

## Trọng Nguyễn
- Bóng biển
- Giọt máu oan cừu
- Rừng thần

## Văn Tiên
- Triệu Phi loạn Yên bang (Hoàng Song Việt hiệu đính)

## Yên Ba
- Bụi đời
- Cho trọn cuộc tình
- Đừng quên kỷ niệm (với Châu Thanh)
- Lửa tình
- Một thuở còn vương
- Tiên sa Gành Ráng
- Tình kỹ nữ
- Tôn Tẫn giả điên
- Trả thù đời

## Yên Hà
- Ánh bình minh
- Ba người mẹ của tôi (với Thạch Chân)
- Độc thủ đại hiệp (với Thiện Nhơn)
- Đào hoa khách
- Đứa con tướng cướp
- Giang hồ tứ hiệp
- Gió biên thùy
- Những vì sao cô đơn
- Niềm tin và khát vọng
- Theo chồng về Mỹ
- Truyền thuyết ao Bà Om
- Tuyệt tình nương
- Về theo lối cũ
- Võ Đông Sơ – Bạch Thu Hà

## Yên Lang
- Bão cát
- Băng Tuyền nữ chúa
- Đêm lạnh chùa hoang
- Khi rừng thu thay lá
- Manh áo quê nghèo
- Mùa thu trên Bạch Mã Sơn
- Máu nhuộm sân chùa
- Nắng thu vàng ngõ trúc
- Nhất kiếm bá vương
- Quán khuya sầu viễn khách (với Hồng Diệp)
- Tình hận trên Băng Hồ

## Yên Trang
- Kiếm sĩ dơi (với Mai Đình)
- Người lính già Giao Chỉ
- Người mang sông núi (với Yến Linh)
- Nước chảy qua cầu
- Thi nhân và mỹ nữ
- Thuyền ra cửa biển (với Phong Anh)
- Trăng nửa đêm (với Phong Anh)

## Viễn Châu
- Ai điên ai tỉnh
- Bông ô môi
- Chiêu Quân cống Hồ (với Thể Hà Vân)
- Chuyện tình Hàn Mặc Tử
- Chuyện tình Lan và Điệp
- Con gái Hoa Mộc Lan (với Thể Hà Vân)
- Cô gái bán sầu riêng
- Đồ Lư công chúa (với Thể Hà Vân)
- Đời cô Nga
- Đức Phật Thích Ca
- Giọt máu chung tình (với Thể Hà Vân)
- Giọt máu quân vương
- Lá trầu xanh
- Lý Chơn Tâm cởi củi
- Hai nụ cười xuân
- Hoa Mộc Lan
- Nát cánh hoa rừng
- Người đẹp Trữ La thôn (với Thể Hà Vân)
- Nợ tình
- Phụng Kiều – Lý Đáng
- Phụng Nghi Đình
- Qua cơn ác mộng
- Quân vương và thiếp
- Sau bức màn nhung
- Tây du ký truyền kỳ
- Tình mẫu tử
- Tố Hoa Nương
- Vú sữa đầu mùa
- Xử án Bàng quý phi

## Vĩnh Điền
- Bài thơ trên cánh diều
- Tiếng trống Mê Linh (với Việt Dung)
- Tình người ở lại

## Xuân Phát
- Bạch Tuyết và bảy chú lùn
- Chú Xồi thợ nhuộm
- Đắc Kỷ ho gà
- Tiết Giao đoạt ngọc[af]
- Tình anh Bảy Chà
- Tình chú Thoòng

### Cước chú
1. ↑  Nguyên tác Quách Mạt Nhược
2. ↑  Còn gọi Tống Thái Tổ túy sát Trịnh Ân, Đào Tam Xuân loạn trào, Nhất tiễn hạ song điêu, Lăng đèn Hàn Tố Mai, Trảm Trịnh Ân
3. ↑  Nguyên tác Tình sử Loa thành của Lộng Chương
4. ↑  Nguyên tác Hoàng Quốc Hải
5. ↑  Nguyên tác Nguyễn Thành Châu
6. ↑  Kí danh Hoàng Loan
7. ↑  Kí danh Hoàng Loan
8. ↑  Kí danh Hoàng Loan
9. ↑  Αλέξης Πάρνης, Το νησί της Αφροδίτης, Εταιρεία Μακεδονικών Σπουδών, Θεσσαλονίκη, Ελληνική Δημοκρατία, 24/01/1963
10. ↑  Nguyên tác Trúc Đường
11. ↑  Cinq-six dix-douze
12. ↑  Nguyên tác Lý Ngọc Hưng
13. ↑  Nguyên tác Hoàng Yến
14. ↑  Nguyên tác Thế Châu
15. ↑  Nguyên tác Ngọc Linh
16. ↑  Nguyên tác La Thông tảo Bắc
17. ↑  Chính nhân quân tử
18. ↑  Tam kiếm khách
19. ↑  Le Cid
20. ↑  Ruy Blas
21. ↑  Nguyên tác Hamlet, chơi chữ "hamlet" và "hàm-lệ" (chàng mắc oán)
22. ↑  Lão lái thương phường Venise
23. ↑  Trà hoa nữ
24. ↑  Marie Tudor
25. ↑  Nguyên tác Ngọc Linh
26. ↑  Nguyên tác Hải âu phi xứ (海鷗飛處) của Quỳnh Dao
27. ↑  Nguyên tác Quỳnh Dao
28. ↑  Nguyên tác Người vợ hai lần cưới của An Khê Nguyễn Bính Thinh
29. ↑  Nguyên tác Đào Tấn
30. ↑  Nguyên tác Alexandre Dumas (fils)
31. ↑  Yokichi Masako
32. ↑  Nguyên tác Đào Tấn

## Liên kết

### Tư liệu
- Những mỹ nhân tuyệt sắc của làng nghệ thuật Sài Gòn trên hình bìa tạp chí Kịch Ảnh năm 1957

| Thất hài đế |
| --- |
| Hoàng Mai \| Khả Năng \| Thanh Việt \| Tùng Lâm \| Thanh Hoài \| Phi Thoàn \| Văn Chung \| Văn Hường \| La Thoại Tân \| Xuân Phát |